# Chris Welch
Chris Welch (Londra, 12 novembre 1941) è un giornalista, scrittore e critico musicale britannico.

## Biografia
Durante gli anni sessanta e settanta è stato firma di spicco del periodico musicale britannico Melody Maker per il quale ha recensito e intervistato artisti e gruppi di musica pop e rock di levatura internazionale. A partire dagli anni ottanta ha alternato l'attività di giornalista indipendente a collaborazioni con altre riviste musicali come Musicians Only, Kerrang!, Metal Hammer e Rock World.
È autore di varie monografie su gruppi e artisti solisti, soprattutto britannici, e ha scritto note di copertina per diverse riedizioni in CD di dischi originariamente pubblicati negli anni sessanta e settanta, oltre a concedere egli stesso interviste scritte o filmate sulla carriera delle star da lui più spesso frequentate.

## Opere (parziale)
- Adam & The Ants ISBN 0-352-30963-6 (1981)
- Black Sabbath ISBN 0-86276-015-1 (1982)
- Led Zeppelin: The Book ISBN 0-86276-113-1 (1984)
- Paul McCartney: The Definitive Biography ISBN 0-86276-126-3 (1984)
- Power and Glory: Jimmy Page and Robert Plant ISBN 5-551-35290-0 (1985)
- Def Leppard: An Illustrated Biography ISBN 0-86276-263-4 (1986)
- Take You Higher: The Tina Turner Story ISBN 0-491-03951-4 (1986)
- The Tina Turner Experience ISBN 0-86379-138-7 (1987)
- Pink Floyd: Learning to Fly ISBN 1-898141-70-3 (1994)
- Cream: Strange Brew ISBN 1-898141-80-0 (1994)
- The Complete Guide to the Music of Genesis ISBN 0-7119-5428-3 (1995)
- The Who: Teenage Wasteland ISBN 1-898141-18-5 (1995)
- Dazed and Confused: The Story Behind Every Led Zeppelin Song ISBN 1-85868-340-8 (1998)
- Changes: The Story Behind Every David Bowie Song, 1970-1980 ISBN 1-85868-810-8 (1999)
- Cream ISBN 0-87930-624-6 (2000)
- John Bonham: A Thunder of Drums (with Geoff Nicholls) ISBN 0-87930-658-0 (2001)
- Ginger Geezer: The Life of Vivian Stanshall (with Lucian Randall) ISBN 1-84115-679-5 (2002)
- Peter Grant: The Man Who "Led Zeppelin" ISBN 0-7119-9195-2 (2002)
- Close to the Edge – The Story of Yes ISBN 0-7119-9509-5 (2003)
- Genesis: Complete Guide to Their Music ISBN 1-84449-868-9 (2005)
- Led Zeppelin: Experience The Biggest Band Of The 70s ISBN 978-1-78097-000-4 (2014)